# RK Olimpija Ljubljana
Le RK Olimpija Ljubljana (Rokometni klub Olimpija, anciennement Robit Olimpija Ljubljana) est un club slovène de handball féminin basé à Ljubljana.

## Palmarès
compétitions internationales
- vainqueur de la Coupe EHF en 1997

compétitions nationales
- champion de Slovénie en 1992, 1993 et 1994

## Joueuses historiques
- Nina Jeriček (2007-2011)